# Evdev

API du noyau Linux avec la librairie evdev à droite

evdev est un composant du noyau Linux qui gère les périphériques d'entrée tels que les claviers, souris et joysticks. Il est conçu pour décharger les serveurs X de cette tâche.